# Effectif des équipes au Championnat d'Europe de football 1972
Cette page contient la liste de toutes les équipes et de leurs joueurs ayant participé au Championnat d'Europe de football 1972. Les âges et le nombre de sélections des footballeurs sont ceux au début de la compétition.

## Effectifs des participants

### Allemagne de l'Ouest
Sélectionneur : Helmut Schön
| No. | Pos.      | Joueur                   | Date de naissance et âge | Sélec. | Club                     |
| --- | --------- | ------------------------ | ------------------------ | ------ | ------------------------ |
|     | Gardien   | Wolfgang Kleff           | 16 novembre 1946         |        | Borussia Mönchengladbach |
|     | Gardien   | Sepp Maier               | 28 février 1944          |        | Bayern Munich            |
|     | Défenseur | Franz Beckenbauer        | 11 septembre 1945        |        | Bayern Munich            |
|     | Défenseur | Michael Bella            | 29 septembre 1945        |        | MSV Duisbourg            |
|     | Défenseur | Paul Breitner            | 5 septembre 1951         |        | Bayern Munich            |
|     | Défenseur | Horst-Dieter Höttges     | 10 septembre 1943        |        | Werder Brême             |
|     | Défenseur | Hans-Georg Schwarzenbeck | 3 avril 1948             |        | Bayern Munich            |
|     | Défenseur | Berti Vogts              | 30 décembre 1946         |        | Borussia Mönchengladbach |
|     | Milieu    | Rainer Bonhof            | 29 mars 1952             |        | Borussia Mönchengladbach |
|     | Milieu    | Uli Hoeneß               | 5 janvier 1952           |        | Bayern Munich            |
|     | Milieu    | Horst Köppel             | 17 mai 1948              |        | Borussia Mönchengladbach |
|     | Milieu    | Günter Netzer            | 14 septembre 1944        |        | Borussia Mönchengladbach |
|     | Attaquant | Jürgen Grabowski         | 7 juillet 1944           |        | Eintracht Francfort      |
|     | Attaquant | Jupp Heynckes            | 9 mai 1945               |        | Borussia Mönchengladbach |
|     | Attaquant | Erwin Kremers            | 23 mars 1949             |        | FC Schalke 04            |
|     | Attaquant | Johannes Löhr            | 5 juillet 1942           |        | 1. FC Cologne            |
|     | Attaquant | Gerd Müller              | 3 novembre 1945          |        | Bayern Munich            |
|     | Attaquant | Herbert Wimmer           | 9 novembre 1944          |        | Borussia Mönchengladbach |

### Belgique
Sélectionneur : Raymond Goethals
| No. | Pos.      | Joueur            | Date de naissance et âge | Sélec. | Club              |
| --- | --------- | ----------------- | ------------------------ | ------ | ----------------- |
|     | Gardien   | Christian Piot    | 6 octobre 1947           |        | Standard de Liège |
|     | Gardien   | Luc Sanders       | 6 octobre 1945           |        | Club Brugge       |
|     | Défenseur | Léon Dolmans      | 6 avril 1945             |        | Standard de Liège |
|     | Défenseur | Georges Heylens   | 8 août 1941              |        | RSC Anderlecht    |
|     | Défenseur | Maurice Martens   | 5 juin 1947              |        | RWD Molenbeek     |
|     | Défenseur | Jean Thissen      | 21 avril 1946            |        | Standard de Liège |
|     | Défenseur | Gilbert van Binst | 5 juillet 1951           |        | RSC Anderlecht    |
|     | Milieu    | Léon Semmeling    | 4 janvier 1940           |        | Standard de Liège |
|     | Milieu    | Johnny Thio       | 2 septembre 1944         |        | Club Brugge       |
|     | Milieu    | Erwin Vandendaele | 5 mars 1945              |        | Club Brugge       |
|     | Milieu    | Jan Verheyen      | 9 juillet 1944           |        | RSC Anderlecht    |
|     | Attaquant | Jean Dockx        | 24 mai 1941              |        | RSC Anderlecht    |
|     | Attaquant | Frans Janssens    | 25 septembre 1945        |        | Lierse            |
|     | Attaquant | Raoul Lambert     | 20 octobre 1944          |        | Club Brugge       |
|     | Attaquant | Odilon Polleunis  | 1er mai 1943             |        | K Saint-Trond VV  |
|     | Attaquant | Jacques Teugels   | 3 août 1946              |        | RWD Molenbeek     |
|     | Attaquant | Paul van Himst    | 2 octobre 1943           |        | RSC Anderlecht    |

### Hongrie
Sélectionneur : Rudolf Illovszky
| No. | Pos.      | Joueur          | Date de naissance et âge | Sélec. | Club            |
| --- | --------- | --------------- | ------------------------ | ------ | --------------- |
|     | Gardien   | István Géczi    | 13 juin 1944             | 13     | Ferencváros TC  |
|     | Gardien   | Imre Rapp       | 15 septembre 1937        | 0      | Pécsi Dózsa SC  |
|     | Défenseur | Tibor Fábián    | 26 juillet 1946          | 9      | Vasas SC        |
|     | Défenseur | László Bálint   | 1er février 1948         | 6      | Ferencváros TC  |
|     | Défenseur | Péter Juhász    | 3 août 1948              | 15     | Újpest Dózsa    |
|     | Défenseur | Miklós Páncsics | 4 février 1944           | 28     | Ferencváros TC  |
|     | Milieu    | Flórián Albert  | 15 septembre 1941        | 72     | Ferencváros TC  |
|     | Milieu    | István Juhász   | 17 juillet 1945          | 13     | Ferencváros TC  |
|     | Milieu    | Lajos Kocsis    | 17 juin 1947             | 17     | Budapest Honvéd |
|     | Milieu    | József Kovács   | 3 avril 1949             | 3      | Videoton SC     |
|     | Milieu    | Mihály Kozma    | 1er novembre 1949        | 5      | Budapest Honvéd |
|     | Milieu    | Lajos Kű        | 5 juillet 1948           | 3      | Ferencváros TC  |
|     | Milieu    | István Szőke    | 13 février 1947          | 8      | Ferencváros TC  |
|     | Attaquant | Ferenc Bene     | 17 décembre 1944         | 60     | Újpest Dózsa    |
|     | Attaquant | Antal Dunai     | 21 mars 1943             | 22     | Újpest Dózsa    |
|     | Attaquant | Lajos Szűcs     | 10 décembre 1943         | 28     | Budapest Honvéd |
|     | Attaquant | Sándor Zámbó    | 10 octobre 1944          | 24     | Újpest Dózsa    |

### Union soviétique
Sélectionneur : Aleksandr Ponomarev
| No. | Pos.      | Joueur               | Date de naissance et âge | Sélec. | Club                 |
| --- | --------- | -------------------- | ------------------------ | ------ | -------------------- |
|     | Gardien   | Vladimir Pilguy      | 26 janvier 1948          | 1      | Dynamo Moscou        |
|     | Gardien   | Evgueni Roudakov     | 2 janvier 1942           | 23     | Dynamo Kiev          |
|     | Défenseur | Nikolaï Abramov      | 5 janvier 1950           | 2      | Spartak Moscou       |
|     | Défenseur | Revaz Dzodzouachvili | 10 avril 1945            | 28     | Dinamo Tbilissi      |
|     | Défenseur | Yuri Istomin         | 3 juillet 1944           | 26     | CSKA Moscou          |
|     | Défenseur | Vladimir Kaplichny   | 26 mai 1944              | 38     | CSKA Moscou          |
|     | Défenseur | Viktor Matvienko     | 9 novembre 1948          | 6      | Dynamo Kiev          |
|     | Défenseur | Vladimir Trochkine   | 28 septembre 1947        | 5      | Dynamo Kiev          |
|     | Milieu    | Anatoly Baidachny    | 1er octobre 1952         | 3      | Dynamo Moscou        |
|     | Milieu    | Oleg Dolmatov        | 29 novembre 1948         | 6      | Dynamo Moscou        |
|     | Milieu    | Mourtaz Khourtsilava | 5 janvier 1943           | 52     | Dinamo Tbilissi      |
|     | Milieu    | Viktor Kolotov       | 3 juillet 1949           | 14     | Dynamo Kiev          |
|     | Milieu    | Anatoli Konkov       | 19 septembre 1949        | 8      | Chakhtar Donetsk     |
|     | Milieu    | Vladimir Muntian     | 14 septembre 1946        | 29     | Dynamo Kiev          |
|     | Attaquant | Anatoli Banichevski  | 23 décembre 1946         | 48     | Neftchi Bakou        |
|     | Attaquant | Eduard Kozinkevich   | 23 mai 1949              | 5      | Karpaty Lviv         |
|     | Attaquant | Givi Nodia           | 2 janvier 1948           | 18     | Dinamo Tbilissi      |
|     | Attaquant | Vladimir Onischenko  | 28 octobre 1949          | 1      | Zarya Vorochilovgrad |